# Schloss Unteröwisheim

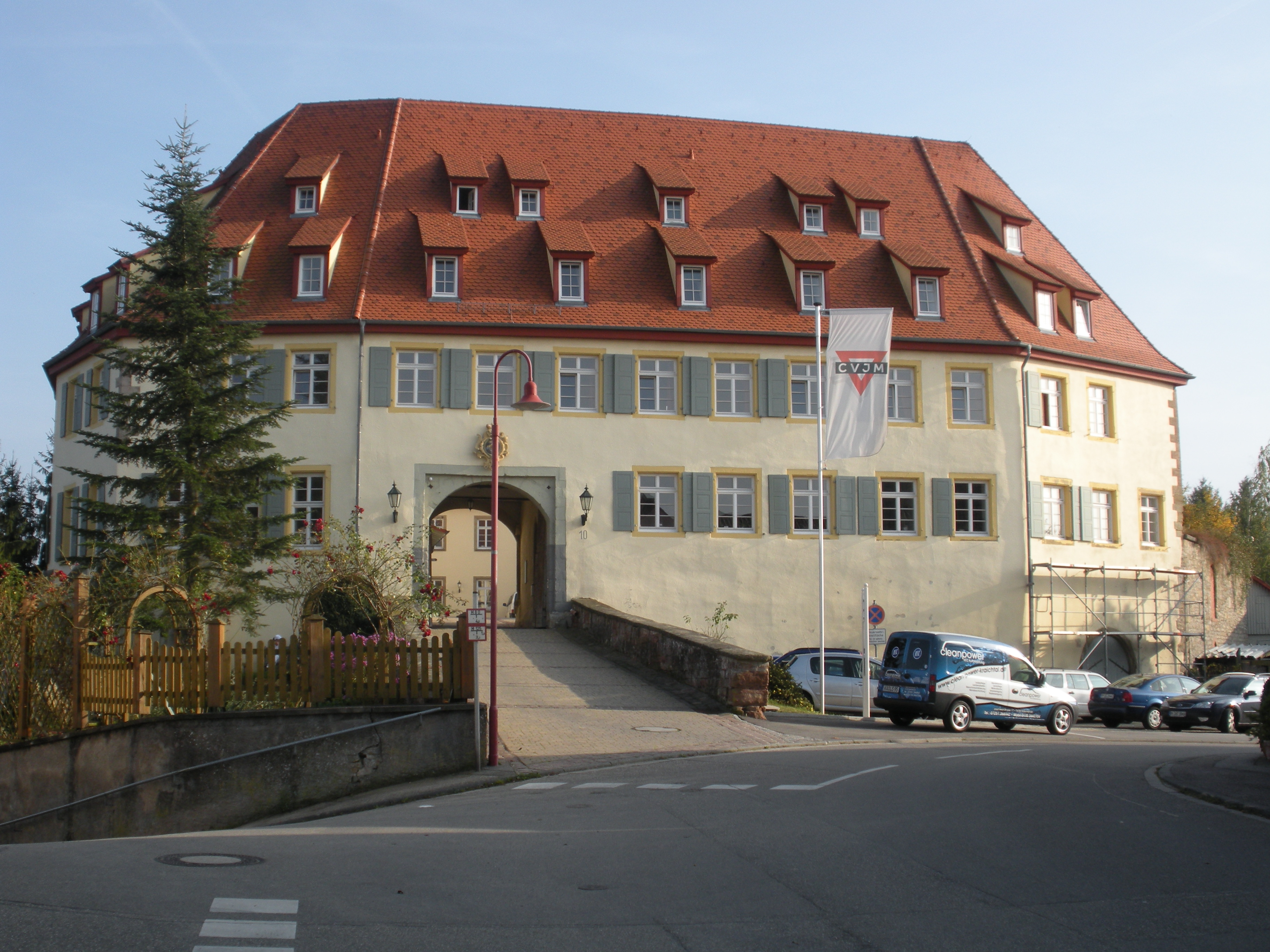
Schloss Unteröwisheim (2008)

Das Schloss Unteröwisheim, auch Maulbronner Pfleghof oder Fronhof genannt, ist ein ehemaliger Pfleghof des Klosters Maulbronn in Unteröwisheim, einem Stadtteil von Kraichtal im Landkreis Karlsruhe. Nach der Säkularisation des Klosters 1534 durch Württemberg wurde der Pfleghof zum Schloss ausgebaut. Heute befindet sich darin eine Tagungsstätte und die Geschäftsstelle des CVJM-Landesverband Baden e.V. Bekannt ist das Gebäude heute als CVJM-Lebenshaus „Schloss Unteröwisheim“.

## Geschichte
Bereits 1247 wurde in Unteröwisheim eine Kapelle „St. Jakobus“ erwähnt, die bis 1826 im Hof des Schlosses stand. Der Pfleghof wurde erstmals 1347 in einem Kaufvertrag zwischen der Markgrafschaft Baden und dem Kloster Maulbronn erwähnt, in dem das Kloster den markgräflichen Fronhof erwarb. Bereits ein Jahr zuvor hatte das Kloster Unteröwisheim und dessen Kirchenpatronat von Baden erworben. Das Gebäude diente unter der Herrschaft des Klosters als Sitz des Pflegers für Unteröwisheim. 1556 wurde der Pfleghof infolge der Säkularisation des Klosters von Württemberg übernommen und zum Schloss ausgebaut. Dabei wurde er 1590 mit Gefängnissen sowie 1676 mit einer Zugbrücke, Schießscharten und einem Vorwerk ausgestattet. 1689 wurde das Schloss infolge des Pfälzischen Erbfolgekriegs von französischen Truppen teilweise abgebrannt. Anfang des 18. Jahrhunderts wurden die Gebäude unter Friedrich August von Württemberg-Neuenstadt wiederaufgebaut, wobei die Hauptgebäude 1748 nochmals erneuert wurden. Infolge des Tausch- und Epurationsvertrags zwischen dem Königreich Württemberg und dem Großherzogtum Baden gelangte die Gemeinde Unteröwisheim 1806 an Baden. Im nun ungenutzten Schloss wurde von der Gemeinde eine Schule samt Lehrerwohnungen untergebracht. 1826 wurde deshalb auch die nicht mehr benutzte Kapelle im Innenhof abgebrochen. 1908 wurde das Gebäude renoviert und neue Schulräume in der Ostecke des Schlosses eingerichtet. Nach einem Brand im Jahr 1989 wurde das Schloss vom  CVJM-Landesverband Baden e.V. erworben und nach und nach renoviert. Heute befindet sich darin eine Tagungsstätte und die Geschäftsstelle des CVJM-Landesverband Baden e.V.

## Beschreibung
Das Schloss besteht aus mehreren Gebäuden, die eine fast rechteckige geschlossene Anlage mit abgerundeten Ecken ergeben. Der zweigeschossige Hauptbau der Anlage, der im Kern aus dem 17. Jahrhundert stammt, liegt auf der Nord- und Westseite und enthielt früher das Bandhaus und die Pflegewohnung. An das Gebäude schließen sich südlich mehrere ehemalige Stall- und Wirtschaftsgebäude in nicht einheitlicher Bauweise an. Auf der Südwestseite finden sich zudem noch Teile eines Turms mit Bossenwerk, der vermutlich aus dem 15. Jahrhundert stammt. Das Schloss war früher von Gräben umgeben und mit einer Mauer umfasst, von der noch auf der Nordostseite Stützpfeiler erhalten sind. Die 1826 abgebrochene Kapelle stand diagonal im Innenhof mit dem Fünfachtelschluss in östlicher Richtung.